# Pavelló Nou Congost
El Nou Congost és la instal·lació esportiva de la ciutat de Manresa on es disputen els partits de bàsquet del Bàsquet Manresa.
Va ser inaugurat el setembre de 1992, pel President Jordi Pujol, amb la celebració de la XIII edició de la Lliga Catalana. La instal·lació va prendre el relleu del vell "Congost" que havia quedat obsolet i no complia les normatives de la lliga ACB. Té una capacitat per a 5.000 espectadors i és la seu social i centre administratiu del Bàsquet Manresa. Disposa de cabines de premsa, ubicades a la part superior de la tribuna de la llotja, amb capacitat per poder-hi treballar fins a 20 informadors, un espai habilitat com a sala de premsa a la part inferior de la tribuna. Per altra banda, des del Bàsquet Manresa SAE i la Fundació Foment del Bàsquet es treballa la potenciació del Museu del Bàsquet Manresà, en l'espai que es troba sota de l'altra tribuna del Pavelló.
Del sostre pengen banderoles commemorant els títols aconseguits pel Basquet Manresa (entre els quals hi ha una lliga ACB, una Copa del Rei, i 3 Lligues Catalanes). A més també hi ha retirades les samarretes amb els dorsals 7 (Joan Creus), 15 (Jordi Singla), 9 (Joan Peñarroya) i 10 (Pep Pujolràs).
El vell "Congost" havia estat inaugurat l'any 1968 amb motiu de l'ascens del club a la primera divisió. Actualment, aquesta instal·lació acull els entrenaments i els partits de bona part dels equips base de l'entitat. Amb anterioritat a aquest pavelló el club disputava els seus partits a una pista descoberta situada al costat del camp de futbol del Pujolet.